# فرانسوا لودون
فرانسوا لودون (فرانسوی: François Ledent‎؛ زادهٔ ۴ ژوئیهٔ ۱۹۰۸ - درگذشته نامشخص) بازیکن فوتبال اهل بلژیک بود.
از باشگاه‌هایی که در آن بازی کرده‌است می‌توان به باشگاه فوتبال استاندارد لیژ اشاره کرد.
وی همچنین در تیم ملی فوتبال بلژیک بازی کرده‌است.